# Optična aktivnost
Optična aktivnost ali optična sučnost je sukanje ravnine linearno polarizirane svetlobe glede na smer njenega gibanja pri prehodu skozi optično aktive snovi. Takšne so raztopine kiralnih molekul, na primer sladkorja (saharoza), nekatere trdne snovi z zasukanimi kristalnimi ravninami, na primer kremen (SiO2), in spinsko polarizirani plini atomov ali molekul. Optična aktivnost se izkorišča na primer v sladkorni industriji za merjenje koncentracije sladkorja v sirupu, v optiki za preučevanje polarizacije svetlobe, v kemiji za določanje snovi v raztopini in optični mineralogiji za prepoznavanje nekaterih mineralov v tankih rezinah vzorca.  S to metodo se ugotavlja tudi koncentracija sladkorja v krvi sladkornih bolnikov.

## Zgodovina
Sukanje smeri linearno polarizirane svetlobe je prvi opazil francoski fizik François Jean Dominique Arago leta 1811 pri preučevanju kremena. Leta 1822 je angleški astronom Frederick William Herschel ugotovil, da kristali kremena z zrcalnimi kristalnimi strukturami, zasučejo ravnino svetlobe za enak kot, vendar v nasprotnih smereh. Jean Baptiste Biot je opazil, da se enako obnašajo tudi nekatere tekočine in plini organskih snovi, na primer terpentina. Enostavni polarimetri so že takrat začeli uporabljati za merjenje koncentracij enostavnih sladkorjev, na primer glukoze. Eno od imen D-glukoze (biološki izomer) je dekstroza in se nanaša na dejstvo, da zasuče ravnino polarizirane svetlobe v desno (latinsko dexter). Na enak način so fruktozo imenovali levoza, ker zasuče ravnino v levo. Fruktoza je bolj levosučna kot je glukoza desnosučna. Invertni sladkor, ki nastane s hidrolizo raztopine saharoze in je sestavljen iz enakih delov glukoze in fruktoze, je dobil ime po dejstvu, da pretvorba obrne smer zasuka z desne na levo.
Leta 1849 je Louis Pasteur rešiti težave v zvezi s strukturo vinske kisline. Pasteur je opazil, da vinska kislina, pripravljena iz naravnega vira (vinskih droži), zasuče ravnino polarizirane svetlobe, kislina, dobljena s kemijsko sintezo, pa ne, čeprav je njuna kemijska sestava enaka. Pasteur je opazil tudi to, da imajo kristali sintetske vinske kisline dve nesimetrični zrcalni obliki. S sortiranjem kristalov je dobil dve obliki spojine: prva je svetlobo zasukala v smeri urnega kazalca, medtem ko jo je druga zasukala v nasprotni smeri. Mešanica obeh ni imela vpliva na svetlobo. Pasteur je iz tega sklepal, da imajo molekule sintetske vinske kislina dve asimetrični obliki, kot leva in desna rokavica, naravna vinska kislina pa je sestavljena samo iz ene oblike.
Leta 1874 sta Jacobus Henricus van 't Hoff in Joseph Achille Le Bel neodvisno eden od drugega predpostavila, da je pojav optične aktivnosti nekaterih ogljikovih spojin mogoče razložiti s predpostavko, da so štiri nasičene kemijske vezi med ogljikovimi atomi in njihovimi sosedi usmerjene proti ogliščem tetraedra. Če so vsi štirje sosedi različni,  sta možni dve njihovi razporeditvi, ki sta zrcalni sliki ena druge. Njuna predpostavka je privedla do boljšega razumevanja prostorske zgradbe molekul.

## Teorija
Optična aktivnost je vrsta dvolomnosti. Vsako linearno polarizacijo z lahko zapiše kot kombinacijio desne (RHC) in leve (LHC) krožne polarizacije:
{\displaystyle \mathbf {E} _{\theta _{0}}=\mathbf {E} _{RHC}+e^{i2\theta _{0}}\mathbf {E} _{LHC}},
v kateri je {\displaystyle \mathbf {E} } jakost električnega polja svetlobe. Relativna faza med krožnima polarizacijama, {\displaystyle 2\theta _{0}}, določa smer linerane polarizacije v {\displaystyle \theta _{0}}. V optično aktivnih snoveh je lomni količnik krožnih polarizacij različen. Jakost  optične aktivnosti določa razlika lomnih količnikov:
{\displaystyle \Delta n=n_{RHC}-n_{LHC}\,}.
Razlika lomnih količnikov je značilnost snovi. Podana je s specifično rotacijo {\displaystyle [\alpha ]}, ki je za čiste snovi definirana kot sprememba orientacije linearno polarizirane monokromatske svetlobe {\displaystyle \alpha } na enoto produkta razdalje {\displaystyle l} in gostote  {\displaystyle \rho }:
{\displaystyle [\alpha ]_{\lambda }^{T}={\frac {\alpha }{l\times \rho }}}.
V enačbi za raztopine je gostota {\displaystyle \rho } zamenjana s koncentracijo raztopine {\displaystyle c}:
{\displaystyle [\alpha ]_{\lambda }^{T}={\frac {\alpha }{l\times c}}}.
Lomni količnik je na splošno odvisen od valovne dolžine (barve) svetlobe {\displaystyle \lambda }. Odvisnost zasuka od valovne dolžine se imenuje optična rotacijska disperzija (ORD). Meritve sučnosti se običajno opravljajo z rumeno natrijevo D črto z valovno dolžino okrog 589 nm. 

## Optična aktivnost molekul in sukanje linearno polarizirane svetlobe
Sposobnost sukanja linearno polarizirane svetlobe je lastnost posamezne molekule, se pravi, da so vse snovi optično aktivne.
Ko žarek linearno polarizirane svetlobe naleti na molekulo, na primer na nekiralno molekulo v raztopini, se ravnina njegovega valovanja v skoraj vseh primerih  zasuče za določen kot zaradi interakcije z nabitimi delci molekule. Za dano spojino sta velikost in smer zasuka  odvisna od orientacije molekule glede na žarek.
Zaradi zelo velikega števila naključno orientiranih molekul, ki jih vsebuje tudi najmanjši vzorec, se zaradi prisotnosti identične molekule, ki je orientirana kot natančna geometrijska zrcalna slika prve molekule, skoraj vsak zasuk izniči. Vsota vseh posameznih zasukov je zato enaka nič, se pravi da snov ni optično aktivna.
Optični neaktivnost torej ni lastnost posamezne molekule, ampak lastnost množice naključno orientiranih molekul v vzorcu, ki se obnašajo kot geometrijske zrcalne slike ena druge.
Za kiralne spojine (enantiomere) se izničenje pojavi samo v racemnih raztopinah, se pravi v ekvimolarnih zmeseh desnosučnega in levosučnega enantiomera. Če je v vzorcu čist enantiomer ali če prevladuje eden od njiju, se izničenje posameznih rotacij ne pojavi in rezultat je optična aktivnost.

## Področja uporabe
Za čiste snovi v raztopinah se pri valovni dolžini z znano specifično rotacijo in dožino poti svetlobe, lahko iz kota zasuka izračuna koncentracijo snovi: 
{\displaystyle c={\frac {\alpha }{l\times [\alpha ]_{\lambda }^{T}}}}.
Metoda je zelo uporabna na primer v proizvvodnji sladkorja in trgovini s sladkornim sirupom.
V prisotnosti magnetnega polja postanejo vzorci vseh spojin optično aktivni. Magnetno polje, poravnano v smeri svetlobnega žarka, ki prodira skoz preiskovano snov, povzroči sukanje ravnine linearne polarizacije. Pojav, ki se imenuje Faradayeva rotacija, je bil eno od prvih odkritij, ki je povezovalo svetlobo z elektromagnetnimi pojavi. 
Optične aktivnosti ali sukanja se ne sme zamenjavati s krožno polarizirano svetlobo. Krožno polarizirana svetloba se pogosto prikazuje kot linearno polarizirana svetloba, ki se na svoji poti  vrti. V tem primeru se polarizacija zavrti za cel krog na razdalji, ki je enaka valovni dolžini.  Za vidno svetlobo je to približno 1 μm in se lahko zgodi samo v vakuumu. V nasprotju s tem se optična aktivnost dogaja samo v snoveh, popolna rotacija pa se zgodi na razdalji od nekaj milimetrov do nekaj metrov, odvisno od snovi.